# Etzatlán
Etzatlán – miasto i gmina w Meksyku, w stanie Jalisco. W 2005 liczyło 17,564 mieszkańców.